# Isthmomys
Isthmomys é um género de roedor da família Cricetidae.

## Espécies
- Isthmomys flavidus (Bangs, 1902)
- Isthmomys pirrensis (Goldman, 1912)